# MOS Technology SID

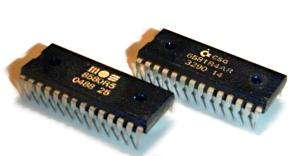
8580 respektive 6581

MOS Technology 6581/8580 Sound Interface Device (SID), egentligen MOS 6581 eller MOS 8580, är ett mikrochip utvecklat i början av 1980-talet av MOS Technology. SID användes för att skapa ljud i Commodores datorer på 80-talet, bland annat i datorerna Commodore 64 och Commodore 128 samt i spelkonsolen C64GS.
Chippet skapades av Robert Yannes som då var anställd hos MOS Technology en underavdelning till Commodore Business Machines. Robert Yannes lämnade senare MOS Technology och grundade det digitala synthesizerföretaget Ensoniq. SID tillsammans med videografikchippet VIC-II var en stark faktor till att Commodore 64 blev den mest sålda datorn genom tiderna.[källa behövs] SID-chippet skapade även grunden till demoscenens chipmusik.

## Tekniska detaljer

Pin-konfigurationen på MOS6581

Chippet är en tre rösters digital/analog synthesizer med fyra typer av vågformer, tre olika typer av filter och ett tonomfång på 9 oktaver. Kretsen var på sin tid avancerad, och idag är den kultförklarad tack vare det speciella ljud den skapar. Commodore 64 använde sig av ett SID-chip medan Commodore 65, som aldrig släpptes, hade dubbla ljudchip och möjlighet till stereoljud.
Före 1985 var datorspelsmusiken som skapades med SID-chippet enkelt uppbyggd och påminde mycket om det ljud andra spelkonsoler skapade, rena vågformer och enkla melodier. Runt 1985 började spelmusikerna dra nytta av SID-chippets funktioner vilket blev mer avancerad musik och ljudvarianter, och i många fall försök till att låta som om fler än tre ljudkanaler användes. Chippet var avancerat och innehöll många buggar, under denna tid började spelmusikerna även utnyttja dessa buggar i chippet för att skapa annorlunda ljud.
6581-chippet hade ett problem med förändringar i ljudvolymen. Då volymen ändrades på en kanal skapades som en bieffekt ett knäppljud. Denna bugg utnyttjades för att skapa en ny fjärde ljudkanal för trumljud, men även digitalt samplat ljud, en funktion SID-chippet inte var gjord för.

## Senare användningar av chippet
Chippet var tänkt att både användas i datorer och synthesizer, men kom inte att användas i någon synt förrän 1997 då den SID-baserade Sidstation kom, skapad av företaget Elektron. Efterfrågan var stor men tillverkningen av Sidstation-syntar upphörde 2003 eftersom chippen tagit slut.
1998 skapades SID-emuleringsmotorn reSID. Emuleringen släpptes med dess C++-källkod och var licensierat under GPL.
Under 90-talet utvecklades även ett ljudkort för PC-datorer kallat HardSID som använde sig av en eller två SID-chip. Kortet släpptes senare i en version kallat "Quattro" som var ett PCI-kort med stöd för upp till fyra SID-chip. 2008 kom USB-versioner av HardSID.
Chippet är idag mycket eftertraktat av samlare. SID-chippet konstruerades utifrån diverse skrivna specifikationer, som förändrades med tiden, och någon nytillverkning är svårt då originalritningar aldrig funnits.
Hemglass använder även SID MOS 6581 i sina äldre signalanläggningar, där melodin har bränts in i chippet.

## SID-chippets specifikationer
- Tre separata programmerbara oscillatorer med 9 oktavers omfång, ungefär 16–4000 Hz.
- Fyra olika vågformer på varje oscillator (sågtandsvåg, triangelvåg, fyrkantsvåg och brus).
- Ett filter med flerkanalsmöjligheter och olika typer av filter (lågpassfilter, högpassfilter, bandpassfilter och notch-filter) med 12 dB/oktav rolloff. De olika filtertyperna kan även kombineras.
- Tre ADSR:er (attack/decay/sustain/release), volymenveloper, en för varje oscillator.
- Tre ringmodulatorer.
- Oscillatorsynkning för varje oscillator.
- Två 8-bits analog till digital-omvandlare, vanligen använd för spelkontroller.
- Extern ljudingång (för ljudmix av externa ljudkällor).
- Slumpmässig moduleringsgenerator.

## Revisioner
Inga chip med definitionen "6581 R1" nådde marknaden. Högupplösta bilder av Charles Winterbles prototyp-C64 visar att ett av de första SID-chippen hade ingraveringen "MOS 6581 2082". De fyra sista siffrorna är en datumkod, och innebär att prototypchippet är tillverkat vecka 20 1982, alltså någon gång i mitten av maj 1982.
Detta är de kända revisionerna av SID-chippen: (datumkoden är VVÅÅ v=vecka å=år)
- 6581 R1 - Prototyp, keramiska chip som bara användes internt. Antagligen gjordes bara mellan 50 och 100 chip.
- 6581 R2 - Ingravering endast "6581". Tillverkades 1182 till åtminstone 5082. De första 10 veckorna tillverkades de med keramiskt hölje, resten har plasthölje.
- 6581 R3 - Ingravering endast "6581", "6581 R3" eller "6581 CBM". Tillverkades före 2083 till ca. 0786.
- 6581 R4 - Ingravering "6581 R4". Tillverkades från 4985 till åtminstone 3387.
- 6581 R4 AR - Ingravering "6581 R4 AR". Tillverkades mellan 1986 (ungefär vecka 22) och 1990.
- 6582 - Ingravering "6582". Tillverkade åren 1989 och 1990.
- 6582 A - Ingravering "6582 A". Tillverkade 1992.
- 8580 R5 - Ingravering "8580R5". Tillverkade mellan år 1986 och 1992.

## Filsuffixet .sid
Filsuffixet .sid är den vanligaste filtypen för data som skapar musik som kan spelas upp i en lämplig Commodore 64-emulator. Filtypen är alltså inte skapad för Commodore 64. Dock finns det program för Commodore 64, exempelvis RealSIDPlay, samt konverteringsprogram som PSID64, som gör det möjligt att spela upp sid-filer på originalhårdvara. .sid-filer kan också direkt via en PC spelas upp på anpassad hårdvara som till exempel HardSID.

## Kända SID-musiker
Kända spelmusiker som skapat musik med SID-chippet är bland andra:
- Rob Hubbard
- Martin Galway
- Ben Daglish
- David Whittaker
- Tim Follin
- Geoff Follin
- Chris Hülsbeck
- Jeroen Tel
- Machinae Supremacy
- Mark Cooksey
- Chris Cox